# Plecia bequaerti
Plecia bequaerti är en tvåvingeart som beskrevs av Hardy 1952. Plecia bequaerti ingår i släktet Plecia och familjen hårmyggor.
Artens utbredningsområde är Kongo-Kinshasa. Inga underarter finns listade i Catalogue of Life.